# 沃索村 (纽约州)
沃索（英語：Warsaw）是美国纽约州怀俄明县的一个村，是怀俄明县的县城，位于沃索镇。 沃索村位于山谷的镇中心附近。 2010年人口普查时人口为3,473人。 杰纳西社区学院的一个分校在沃索。